# Ștefănești (Argeș)
Ștefănești is een stad (oraș) in het Roemeense district Argeș. De stad telt ca. 13.000 inwoners (2006).